# Sauce Viejo
Sauce Viejo es una localidad de la provincia de Santa Fe en la República Argentina. Ubicada 22 km en el sur de la ciudad Santa Fe de la Vera Cruz en el departamento La Capital.
Según el censo de 2022, la ciudad tiene 14 425 habitantes, lo que significa un incremento mayor al 77 % respecto del censo anterior, que registró 8123 habitantes (Indec, 2010). El relevamiento del año 2010, a su vez, representó un crecimiento en 15 % frente a los 6825 del censo anterior 6825 habitantes (Indec, 2001). En ese entonces la tasa de crecimiento alto se debió a los habitantes que fueron residentes permanentes. 

## Clima
| Parámetros climáticos promedio de Sauce Viejo Aero (1991–2020) | Parámetros climáticos promedio de Sauce Viejo Aero (1991–2020) | Parámetros climáticos promedio de Sauce Viejo Aero (1991–2020) | Parámetros climáticos promedio de Sauce Viejo Aero (1991–2020) | Parámetros climáticos promedio de Sauce Viejo Aero (1991–2020) | Parámetros climáticos promedio de Sauce Viejo Aero (1991–2020) | Parámetros climáticos promedio de Sauce Viejo Aero (1991–2020) | Parámetros climáticos promedio de Sauce Viejo Aero (1991–2020) | Parámetros climáticos promedio de Sauce Viejo Aero (1991–2020) | Parámetros climáticos promedio de Sauce Viejo Aero (1991–2020) | Parámetros climáticos promedio de Sauce Viejo Aero (1991–2020) | Parámetros climáticos promedio de Sauce Viejo Aero (1991–2020) | Parámetros climáticos promedio de Sauce Viejo Aero (1991–2020) | Parámetros climáticos promedio de Sauce Viejo Aero (1991–2020) |
| Mes                                                            | Ene.                                                           | Feb.                                                           | Mar.                                                           | Abr.                                                           | May.                                                           | Jun.                                                           | Jul.                                                           | Ago.                                                           | Sep.                                                           | Oct.                                                           | Nov.                                                           | Dic.                                                           | Anual                                                          |
| -------------------------------------------------------------- | -------------------------------------------------------------- | -------------------------------------------------------------- | -------------------------------------------------------------- | -------------------------------------------------------------- | -------------------------------------------------------------- | -------------------------------------------------------------- | -------------------------------------------------------------- | -------------------------------------------------------------- | -------------------------------------------------------------- | -------------------------------------------------------------- | -------------------------------------------------------------- | -------------------------------------------------------------- | -------------------------------------------------------------- |
| Temp. máx. abs. (°C)                                           | 41.7                                                           | 40.9                                                           | 38.3                                                           | 36.0                                                           | 34.3                                                           | 30.9                                                           | 32.1                                                           | 38.6                                                           | 39.9                                                           | 41.0                                                           | 39.8                                                           | 41.5                                                           | 41.7                                                           |
| Temp. máx. media (°C)                                          | 31.5                                                           | 30.0                                                           | 28.5                                                           | 24.6                                                           | 21.0                                                           | 18.0                                                           | 17.5                                                           | 20.3                                                           | 22.5                                                           | 25.2                                                           | 28.0                                                           | 30.2                                                           | 24.8                                                           |
| Temp. media (°C)                                               | 25.7                                                           | 24.4                                                           | 22.6                                                           | 18.9                                                           | 15.5                                                           | 12.4                                                           | 11.5                                                           | 13.8                                                           | 16.3                                                           | 19.4                                                           | 22.2                                                           | 24.4                                                           | 18.9                                                           |
| Temp. mín. media (°C)                                          | 20.1                                                           | 19.1                                                           | 17.6                                                           | 14.0                                                           | 11.0                                                           | 7.9                                                            | 6.7                                                            | 8.3                                                            | 10.6                                                           | 14.0                                                           | 16.5                                                           | 18.7                                                           | 13.7                                                           |
| Temp. mín. abs. (°C)                                           | 9.3                                                            | 9.0                                                            | 5.0                                                            | 0.2                                                            | -5.0                                                           | -4.0                                                           | -5.1                                                           | -5.0                                                           | -2.5                                                           | 1.0                                                            | 4.9                                                            | 7.6                                                            | -5.1                                                           |
| Precipitación total (mm)                                       | 98.7                                                           | 117.5                                                          | 138.4                                                          | 127.9                                                          | 52.1                                                           | 33.3                                                           | 25.4                                                           | 32.2                                                           | 49.4                                                           | 114.8                                                          | 143.0                                                          | 143.1                                                          | 1075.7                                                         |
| Días de precipitaciones (≥ 0.1 mm)                             | 7.0                                                            | 7.3                                                            | 7.1                                                            | 8.0                                                            | 5.0                                                            | 3.5                                                            | 3.2                                                            | 3.5                                                            | 5.4                                                            | 7.9                                                            | 7.7                                                            | 8.3                                                            | 73.9                                                           |
| Humedad relativa (%)                                           | 68.5                                                           | 72.9                                                           | 75.0                                                           | 78.5                                                           | 80.7                                                           | 80.7                                                           | 77.4                                                           | 72.0                                                           | 69.1                                                           | 70.2                                                           | 67.4                                                           | 67.2                                                           | 73.3                                                           |
| Fuente: Servicio Meteorológico Nacional                        |                                                                |                                                                |                                                                |                                                                |                                                                |                                                                |                                                                |                                                                |                                                                |                                                                |                                                                |                                                                |                                                                |

## Parajes
- La Adelina
- Nueva Detroit
- Newbery
- Altos del Sauce
- Las Delicias
- San Cayetano
- San Cayetano Sur
- Santa Teresita
- Los Conquistadores
- La Amistad
- El Balneario
- Las Tipas
- Tembé I Porá
- Villa Parque Industrial
- Altos de Uspallata
- Doña Margarita
- Las Areneras

## Parroquias de la Iglesia católica en Sauce Viejo
| Arquidiócesis | Santa Fe de la Vera Cruz |
| ------------- | ------------------------ |
| Parroquia     | Sagrado Corazón de Jesús |